# Hans Jessen Søhane
Hans Jessen Søhane (født 25. november 1532 i Ribe, død 12. december 1604 sammesteds) var en velstående handelsmand i Ribe. Han var rådmand fra 1578 og til sin død.
Søhanes bomærke ses i en sandsten i porten ved Overdammen 12. H.I. står for Hans Jensen. 1604 menes dog at stå for det år bygningen blev opført og ikke Søhanes dødsår.
I 1573 blev et af Søhanes handelsskibe overfaldet på Vesterhavet af nogle pirater. Datoen er ukendt, men 10. august 1573 er der en fortegnelse over et sørøverskib, som Søhane har erobret mellem Ribe og Hamborg. I forbindelsen med erobringen, registreres syv Ribe sværd, som skulle være del af det piraterne havde erobret fra Søhanes handelsskib.
Begivenheden er en del af den fortælling, der har lagt navn til Hovedengen i Ribe og begivenheden gav ham også tilnavnet Søhane.[kilde mangler]
Om aftenen d. 11. december 1604 findes Hans Jessen Søhane dybt såret og dagen efter dør han  af sine sår. 10 dage senere henrettes Hans Andersen Klyne for mordet. Motivet for mordet er ukendt.
Søhanes Epitafium ses i Ribe Domkirke.[kilde mangler]